# Đàm (Chương Khâu)
Đàm (giản thể: 谭; phồn thể: 譚; bính âm: Tán) là một nước chư hầu nhà Chu trong lịch sử Trung Quốc.
Sau khi tiêu diệt nhà Thương và lập ra nhà Chu, Chu Vũ Vương đã phân phong nước Đàm, vị trí nằm ở phía tây huyện cấp thị Chương Khâu, tỉnh Sơn Đông ngày nay. Quốc quân nước Đàm mang tước tử, tương truyền là hậu duệ của Thiếu Hạo Thiên Kim thị thời Ngũ Đế. Tuy nhiên, vì quốc thế nước Đàm không mạnh nên chẳng bao lâu đã trở thành nước phụ thuộc của Tề.
Trong thời gian công tử Tiểu Bạch của nước Tề phải đi lưu vong, có qua nước Đàm, quốc quân nước Đàm không làm lễ tiếp đãi. Sau này, khi Tiểu Bạch về nước kế vị, tức Tề Hoàn công, nước Đàm cũng không phái người sang chúc mừng. Kết quả là nước Đàm bị nước Tề tiêu diệt vào năm 684 TCN, quốc quân nước Đàm phải chạy sang nương nhờ nước Cử đồng minh. Đời sau của nước Đàm lấy quốc danh làm họ.